# 美国德克萨斯南区联邦地区法院
美国德克萨斯南区联邦地区法院 （引用时缩写为S.D. Tex.）是美国94个、德克萨斯州4个联邦地区法院之一。该法院审理后的案件需上诉至第五巡回法院，专利及《塔克法案》相关的案件需上诉至联邦巡回区法院。该法院总部位于休斯顿。

## 外部連結
- U.S. District Court for the Southern District of Texas （页面存档备份，存于）